# アンナ・キャサリン・グリーン
アンナ・キャサリン・グリーン（Anna Katharine Green, 1846年11月11日 - 1935年4月11日）は、アメリカ合衆国出身の推理小説作家。
女性で初めて長編推理小説を書いた作家と言われ、「探偵小説の母」の呼称もある。また、世界初の女探偵「ヴァイオレット・ストレンジ」の創造者でもある。

## 生涯
1846年11月11日、アメリカのニューヨーク・ブルックリンにて、父が刑事弁護士を務める家庭に生まれる。詩人を目指し、詩集や詩劇台本などを書いていたが、1978年に長編小説『リーヴェンワース事件』を発表し、推理作家の道を歩みだす。1884年に家具設計を主力とするデザイナーのチャールズ・ロルフと結婚、その後も作品を発表し続けた。二男一女あり。1935年にニューヨーク州バッファローにて88歳で死去した。

## 主な著作

### エビニーザー・グライスもの
- The Leavenworthhe Case (1878年)　処女作。『リーヴェンワース事件[5]』（原百代訳、東都書房「世界推理小説大系」（6「グリーン・ウッド集」）.1963に収録。絶版）
- A Strange Disapperarance (1880年)　第２長編。ケイレブ・スイートウォーターも登場。『奇妙な消失』
- That Affair Next Door (1897年)『密室のなかで』
- Lost Man's Lane (1898年)『失踪者の抜け道』
- The Circular Study (1900年)　ケイレブ・スイートウォーターも登場。『七つの燈』（抄訳。平林初之輔訳、「新青年」昭和四年新春増刊号に所収。湘南クラブにて復刻。）
- A Difficult Problem (1900年）短編集。

### ケイレブ・スイートウォーターもの
- A Strange Disapperarance (1880年)　グリーンの第2長編でスイートウォーターが初登場。エビニーザー・グライスも登場。『奇妙な消失』
- Agatha Webb (1899年)
- The Circular Study (1900年)　エビニーザー・グライスも登場。『七つの燈』（上掲）

### ヴァイオレット・ストレンジもの
- the Problems for Violate Strange (1915年)　短編集。『ヴァイオレット・ストレンジの事件簿』

### ノン・シリーズ
- The Sword of Damocles (1881年)
- The Mill Mystery (1886年)
- The House in the Mist (1905年) 『霧の中の館』